# Parni valjak

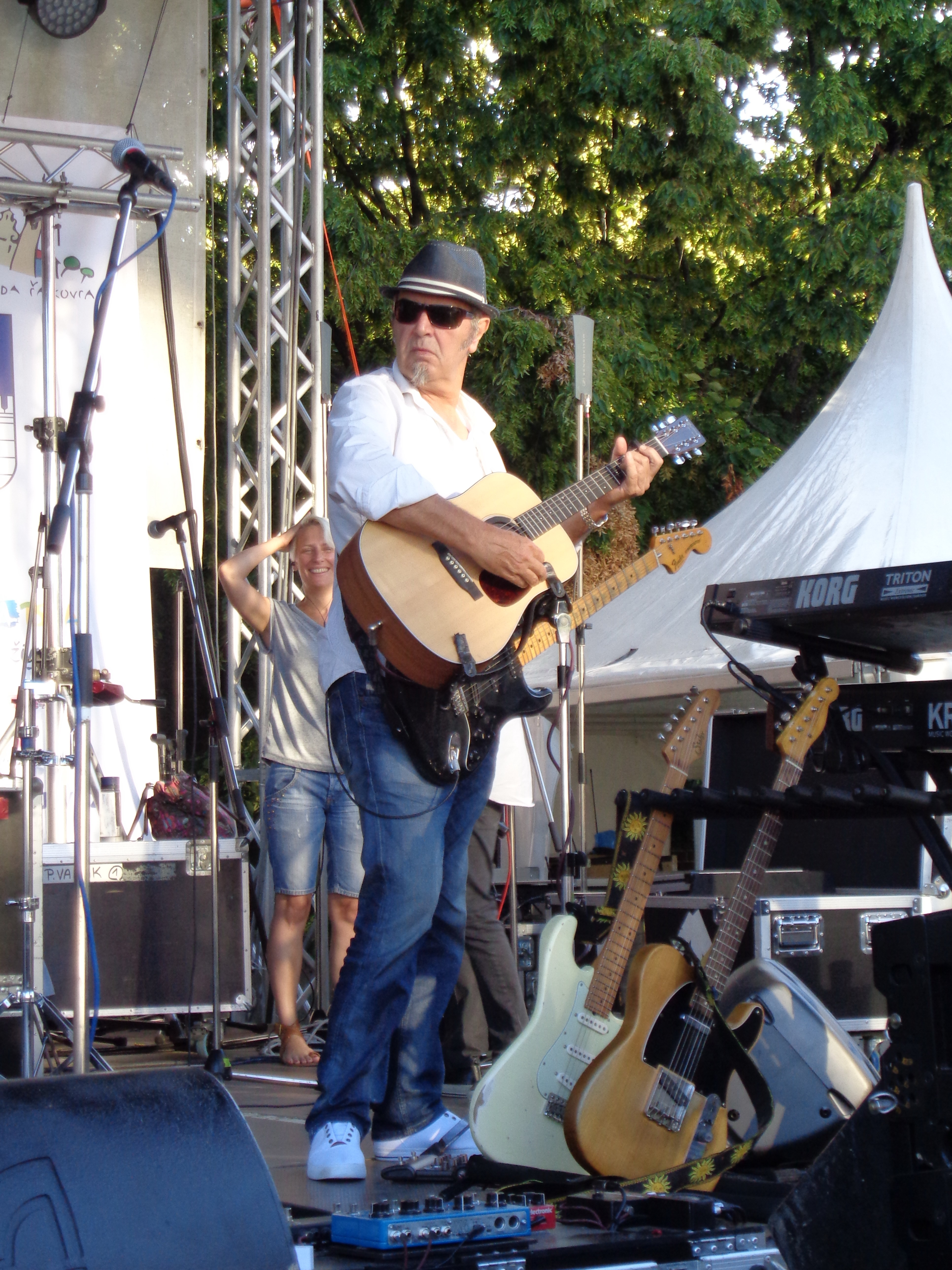
Husein Hasanefendić – „Hus“

Parni valjak (serbokroatisch für Dampfwalze) ist eine jugoslawische bzw. kroatische Rock-Gruppe aus Zagreb, die mit Unterbrechungen seit 1975 besteht. Im Gegensatz zu vielen anderen jugoslawischen Bands verweigerte sie sich in den 1980er Jahren dem Trend, folkloristische Elemente in ihre Musik aufzunehmen. Im Jahr 2005 gaben sie ein Abschiedskonzert, treten aber gelegentlich weiterhin auf. So gaben sie im Oktober 2010 zwei ausverkaufte Konzerte in der Belgrad-Arena. Ihr Sänger Aki Rahimovski veröffentlichte 2007 ein Soloalbum.

## Mitglieder
Die Besetzung der Band hat sich in den über 30 Jahren ihres Bestehens häufig verändert, nur Husein Hasanefendić und Aki Rahimovski waren von Anfang an dabei und gehörten auch der Besetzung nach 2009 weiterhin an. Aki Rahimovski (* 5. Juni 1955 in Niš, SR Serbien, Jugoslawien; † 22. Januar 2022 in Novo mesto, Slowenien) starb im Alter von 66 Jahren.

### Ursprüngliche Besetzung 1975
- Husein Hasanefendić („Hus“, * 1954), Gitarre (spielte vor 1975 in der Band Grupa 220, komponierte und textete viele Lieder für Parni Valjak und war auch als Produzent für die Band Azra tätig)
- Jurica Pađen (* 1955), Gitarre (gehörte vor 1975 zur Band Grupa 220, 1978 einer der Gründer der Band Aerodrom)
- Zlatko Miksić „Fuma“ (1946–1982), Bass-Gitarre (spielte vor 1975 in der Band Zlatni Akordi)
- Srećko Antonioli (1950–2006), Schlagzeug
- Aki Rahimovski (1955–2022), Gesang

### Aktuelle Besetzung
- Husein Hasanefendić („Hus“), Gitarre
- Marijan Brkić („Brk“), Gitarre (1979–1989 Mitglied der Band Prljavo Kazalište)
- Berislav Blažević („Bero“), Keyboards
- Zorislav Preksavec („Prexi“), Bass-Gitarre
- Dalibor Marinković („Dado“), Schlagzeug
- Igor Drvenkar, Gesang

## Diskografie (Auswahl)
Parni valjak haben bislang 16 Studio-Alben sowie einige Live-Alben und Kompilationen sowie 16 Singles veröffentlicht.
- 2001: Kao nekada: Live at S.C. (HR: Platin)[2]